# Богдан А201
Богдан А201 — сімейство 7,9-8,2 метрових автобусів середнього класу українського виробництва на заводі корпорації «Богдан».
Всього виготовили понад 1000 автобусів.

## Опис

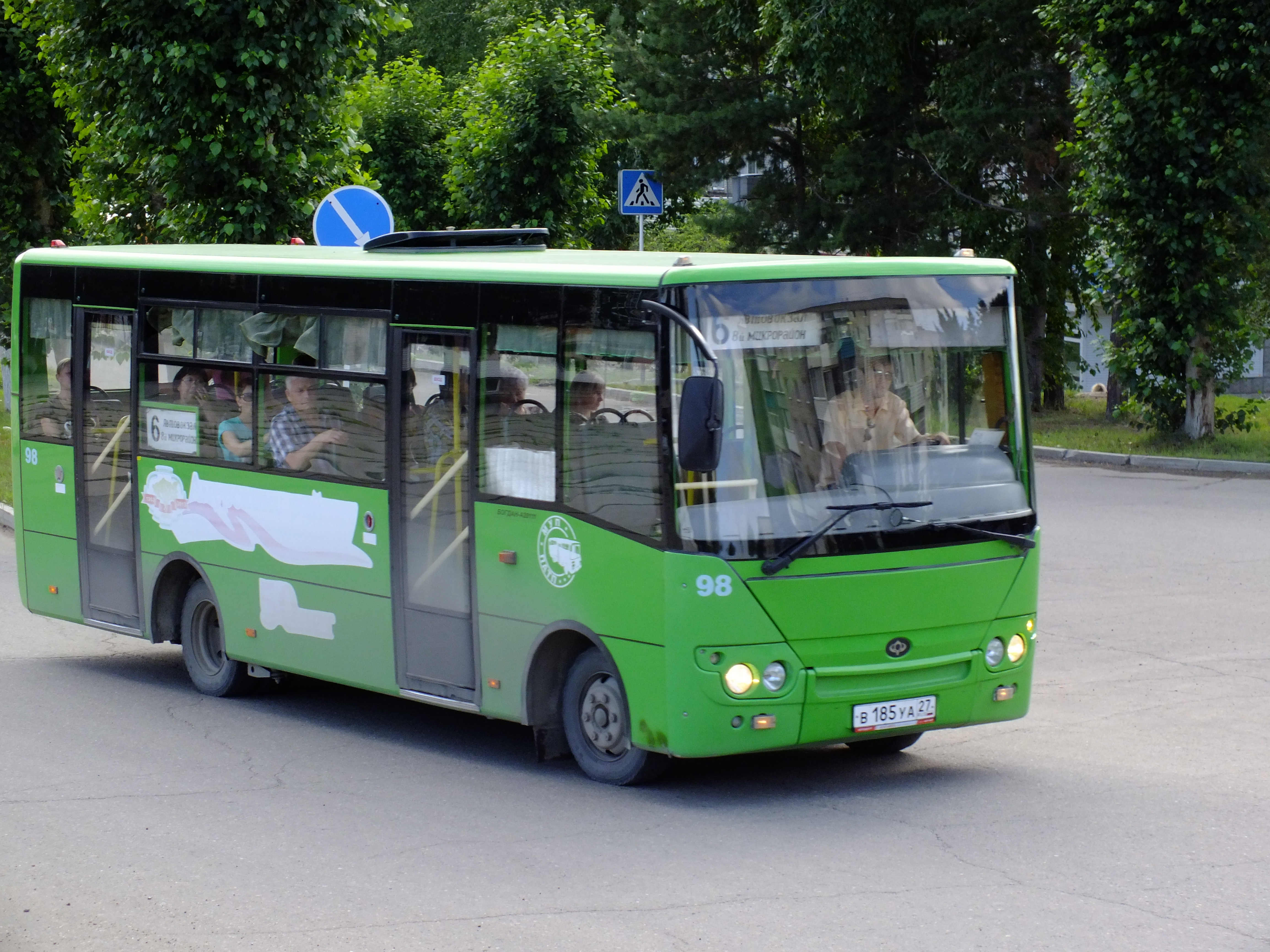
Міський Богдан А20111 в російському Амурську

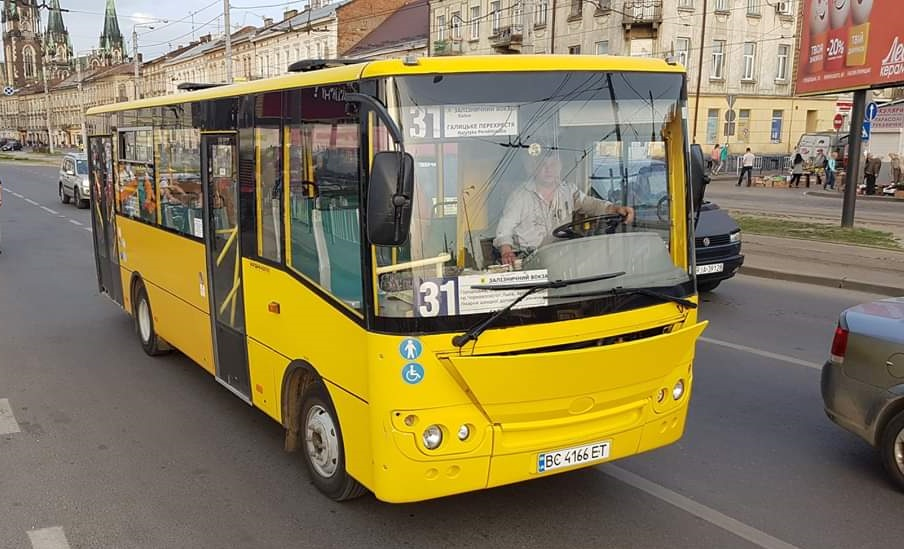
Міський Богдан А22112 у Львові

Богдан А201 представлено корпорацією «Богдан» 17 травня 2011 року в Тернополі. Автобус А201 прийшов на заміну Богдан А092. Автобус має тримальний кузов.
Обслуговуванням та продажем техніки займатиметься компанія «Хюндай Мотор Україна» — офіційний представник автомобілів ТМ «Hyundai» в Україні, дистриб'ютор «Hyundai Motor Company».
За свого попередника він просторіший, зручніший для посадки, оснащений системою карткового розрахунку та GPS-навігатором, які вказуватимуть диспетчеру місце знаходження автобуса на маршруті. В А201 зовсім інша конфігурація салону. Він вміщує 48 пасажирів, з яких 24 знайдуть місця на сидіннях. Автобус оснащений двома автоматичними дверима, а рівень першої сходинки всього 360 мм.
Новий автобус побудований на шасі Hyundai HD78 і має переднє розташування двигуна. Дизельні двигуни два, один об'ємом 3,9 л розвиває 140 кінських сил і відповідає нормам Євро-3, інший об'ємом 3,9 л розвиває 150 кінських сил і відповідає нормам Євро-4. Богдан А201 має довжину 7880 мм і вагу 5 т.
У модельному ряді А201 є міська та міжміська модифікація, а також варіант для перевезення школярів.
З метою здешевити конструкцію була представлена версія Богдан А221 на шасі індійської компанії Ashok Leyland з двигунами стандарту Євро-3, Євро-4 та Євро-5. Вказаний автобус збільшився в розмірах, а міські версії отримали двостулкові задні двері.

## Модифікації[2]
- Богдан А20110 — 7,88-метровий міський автобус (базова модель), двигун Hyundai D4DD 3,907 л потужністю 140 кінських сил, 24 стоячих місць/24 сидячих місць (всього виготовлено 91 автобус).
- Богдан А20111 — 7,88-метровий міський автобус, двигун Hyundai D4GA 3,933 л потужністю 150 к.с., 24 стоячих місць/24 сидячих місць (всього виготовлено 384 автобуси).
- Богдан А20210 — 7,88-метровий міжміський автобус, двигун Hyundai D4DD потужністю 140 к.с., 30 сидячих місць (всього виготовлено 29 автобусів).
- Богдан А20211 — 7,88-метровий міжміський автобус, двигун Hyundai D4GA потужністю 150 к.с., 30 сидячих місць (всього виготовлено 118 автобусів).
- Богдан А20310 — 7,88-метровий приміський автобус, двигун Hyundai D4DD потужністю 140 к.с., 30 сидячих місць.
- Богдан А20311 — 7,88-метровий приміський автобус, двигун Hyundai D4GA потужністю 150 к.с., 30 сидячих місць.
- Богдан А20410 — 7,88-метровий шкільний автобус, двигун Hyundai D4DD потужністю 140 к.с., 30 сидячих місць (всього виготовлено 1 автобус).
- Богдан А20411 — 7,88-метровий шкільний автобус, двигун Hyundai D4GA потужністю 150 к.с., 30 сидячих місць
- Богдан А20921 — 8,21-метровий міський автобус, двигун 5,7 л H6E4SD123 потужністю 167 к.с. (Євро-4), 17+4 сидячих місць, всього 62 (всього виготовлено 1 автобус).
- Богдан А22110 — міський автобус, двигун ASHOK HA 6ETI 3K 5,7 л потужністю 160 к.с., 18+5 сидячих місць (всього виготовлено 39 автобусів).
- Богдан А22111 — 8,21-метровий міський автобус, двигун 5,7 л H6E4SD123 потужністю 167 к.с. (Євро-4), 17+4 сидячих місць, всього 62 (всього виготовлено 25 автобусів).
- Богдан А22112 — 8,21-метровий міський автобус, двигун 5,8 л Ashok Leyland (Євро-5) потужністю 167 к.с., 18+4 сидячих місць, всього 61 (всього виготовлено 36 автобусів).
- Богдан А22115 — міський автобус, що працює на газі, двигун 5,8 л Ashok Leyland H6E4GD137 (СПГ) (Євро-5) потужністю 196 к.с., 18+4 сидячих місць, всього 56
- Богдан А22211 — 8,21-метровий приміський автобус, двигун 5,7 л H6E4SD123 потужністю 167 к.с. (Євро-4) (всього виготовлено 25 автобусів).
- Богдан А22212 — 8,21-метровий приміський автобус, двигун 5,8 л Ashok Leyland (Євро-5) потужністю 167 к.с. (всього виготовлено 12 автобусів).
- Богдан А22411 — шкільний автобус на шасі Ashok Leyland (всього виготовлено 1 автобус).
- Богдан А22412 — 8,21-метровий шкільний автобус, двигун 5,8 л Ashok Leyland (Євро-5) потужністю 167 к.с., 31 сидяче місце (всього виготовлено 199 автобусів).
- Hyundai County Kuzbas HDU2 — міський автобус, версія Богдан А20110 для російського ринку (всього виготовлено 178 автобусів).

## Ціна
Станом на 26 серпня 2011 року ціна на автобус Богдан А20110/Богдан А20111 становить від 399 000 гривень.

## Конкуренти
- БАЗ-А081.10
- Ataman А092H6
- БАЗ-А079
- ЗАЗ А07А
- Стрий Авто А0756
- ГалАЗ-3209
- ПАЗ-3204